# روي أوين ويست
روي أوين ويست (بالإنجليزية: Roy Owen West)‏ هو محامي وسياسي أمريكي، ولد في 27 أكتوبر 1868 في جورجتاون في الولايات المتحدة، وتوفي في 29 نوفمبر 1958 في شيكاغو في الولايات المتحدة. حزبياً، نشط في الحزب الجمهوري.